# Metronome
Metronome es una gran instalación de arte público situada en el extremo sur de Union Square en Nueva York, Estados Unidos. Esta obra fue encargada por Related Companies, promotora de One Union Square South, con la participación del Public Art Fund y la Municipal Art Society. Los 4,2 millones de dólares pagados por esta promotora lo hacen una de las obras de arte público más caras encargadas por el sector privado.
Esta obra fue creada por Kristin Jones and Andrew Ginzel y se compone de varias secciones, incluido un agujero circular del que salen chorros de vapor blanco durante el día, y un reloj con grandes dígitos LED de color naranja. La instalación de Metronome empezó en febrero de 1999, y su inauguración se realizó el 26 de octubre de 1999.

## El reloj

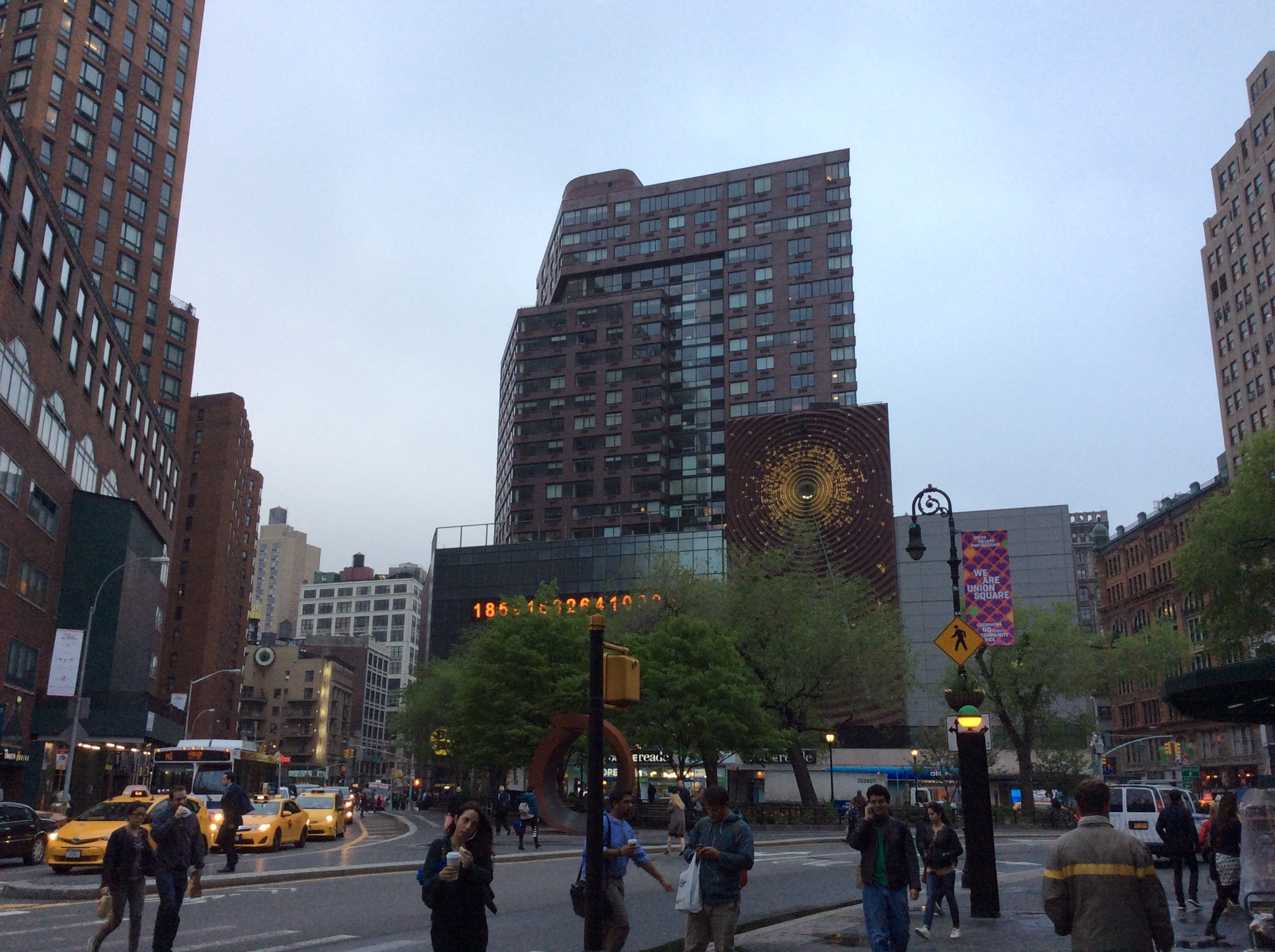
Vista desde la distancia.

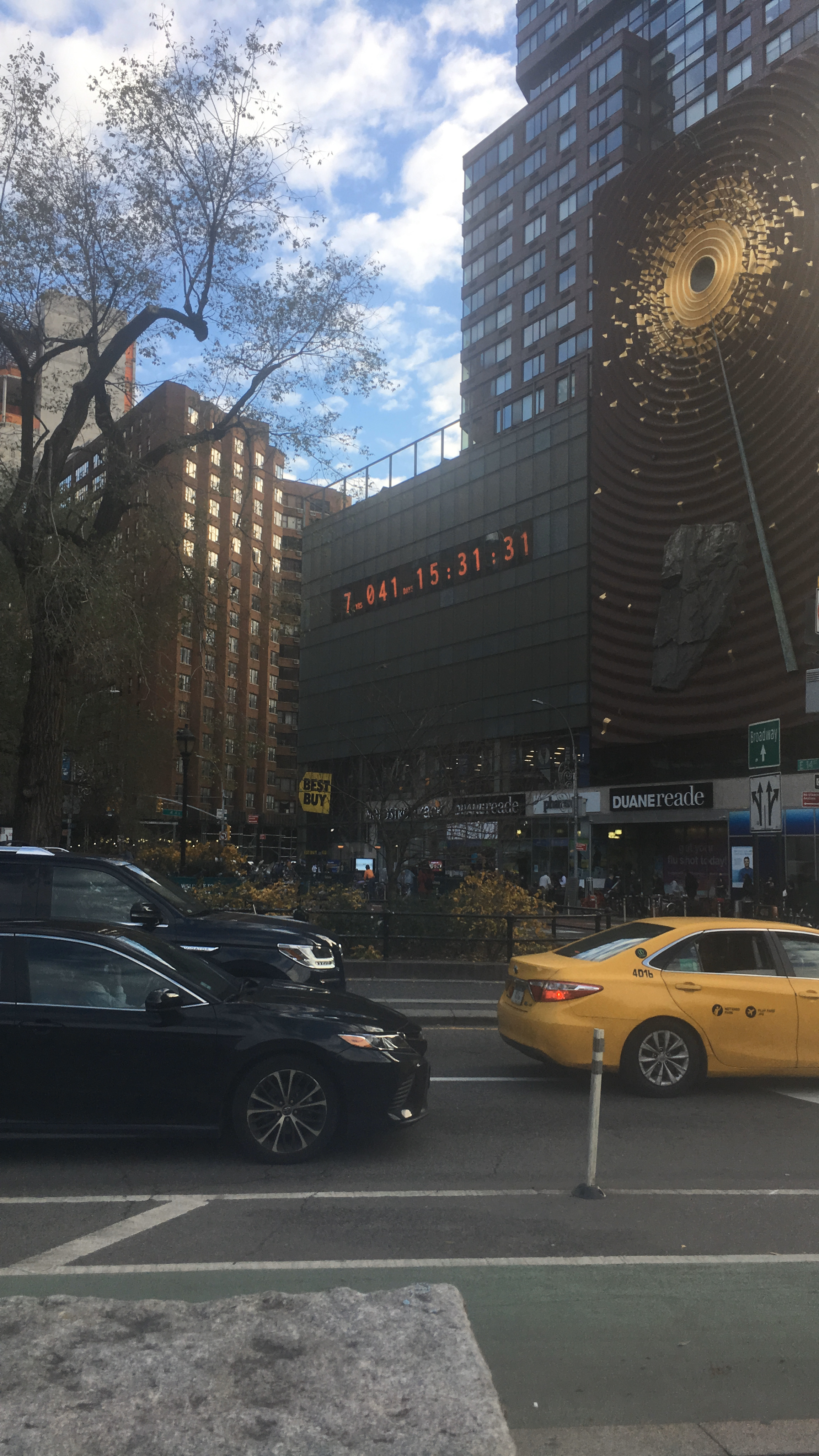
Metronome en noviembre de 2020.

En el lado izquierdo de la obra hay un conjunto de quince grandes dígitos LED, llamado «The Passage», que muestra la hora en cada instante en un particular formato. Los siete dígitos más hacia la izquierda muestran la hora en el formato de 24 horas convencional, en horas (dos dígitos), minutos (dos dígitos), segundos (dos dígitos) y décimas de segundo (un dígito). Los siete dígitos más hacia la derecha muestran la cantidad de tiempo que queda en un día de veinticuatro horas, en décimas de segundo (un dígito), segundos (dos dígitos), minutos (dos dígitos) y horas (dos dígitos). El dígito central representa centésimas de segundo.
Por ejemplo, si el reloj muestra 195641189180304, quiere decir que son las 19:56 (7:56 PM) y 41,1 segundos, y que quedan 04 horas, 03 minutos, y 18,9 segundos del día. Durante unos meses de 2005, el reloj del Metronome no daba la hora del día, sino que contaba el tiempo que quedaba para que el Comité Olímpico Internacional anunciara la ciudad anfitriona de las Olimpiadas de 2012. La ciudad de Nueva York fue eliminada de la selección del anfitrión en julio de 2005, y Londres fue seleccionada para la ciudad anfitriona de los juegos.
El reloj mostró cifras incorrectas durante más de un año, entre 2010 y 2011, hasta que en junio de 2011 se renovó la conexión utilizada para obtener un tiempo atómico.
El 19 de septiembre de 2020, el reloj del Metronome comienza a contar el tiempo que queda hasta el presupuesto de carbono de la Tierra se agota debido a las preocupaciones sobre el calentamiento global sobre del límite de temperatura a 1.5 °C del Acuerdo de París; el reloj modificado fue diseñado por Andrew Boyd y Gan Golan.

## Declaraciones de los artistas
Los artistas Kristin Jones y Andrew Ginzel afirmaron que:

Metronome es una investigación sobre la naturaleza del tiempo. Hace referencia a las múltiples medidas del tiempo que simultáneamente informan y confunden nuestra consciencia del momento y pretende evocar la contemplación sobre el flujo dinámico de la ciudad. Los elementos de los que se compone sugieren el instante y el infinito, la secuencia astronómica, la época geológica y la fugacidad. Metronome pretende formar parte de la historia, el tejido arquitectónico, el espíritu y la vitalidad de la ciudad.

Los elementos que componen Metronome se refieren y son en gran medida parte del lugar donde se sitúa la obra: Union Square de Nueva York.
El elemento central es una pared de ladrillos dispuestos en círculos concéntricos, que crean un patrón similar a las ondas en el agua después de que se tire una piedra en ella, haciendo que la pared parezca ondularse. El pan de oro resalta el centro de la obra, una apertura oscura de la que emana un halo constante de vapor. Al mediodía y medianoche el agujero estalla con una enorme columna de vapor acompañada por una explosión de sonido que marca el instante exacto y su paso, como un reloj público que marca la hora.
Contrapuesta debajo en la pared hay una gran pieza de roca madre, que muestra los milenios de la historia geológica. Un esbelto cono de bronce está suspendido en diagonal sobre la fachada ondulante de ladrillos: un indicador del tiempo que sugiere perspectiva.
En la parte superior de la pared hay una gran mano de bronce, una ampliación precisa de la mano de la histórica estatua de George Washington situada debajo, en Union Square Park.
A la izquierda de la parte central de ladrillo, en la fachada de cristal del edificio, hay un reloj horizontal con dígitos que muestran las horas, los minutos y los segundos que han pasado desde medianoche y los que quedan del día. Como un reloj de arena que contiene una cantidad determinada de arena, el reloj digital cuenta hacia arriba en la izquierda y hacia abajo (lo que queda) en el lado derecho, mostrando la suma y el balance del día. Los tres dígitos centrales son un frenesí de fracciones imperceptibles de segundo, que muestran el ritmo de la vida en la ciudad.
En la parte derecha de la fachada metálica hay una esfera, mitad blanca y mitad dorada, que gira diariamente en sincronía con las fases de la luna. Cuando la luna está llena, se muestra toda la cara dorada de la esfera.
Metronome contempla el tiempo geológico, solar, lunar, diario, horario e instantáneo, mostrando las fracciones de segundo en la vida de una ciudad y de una persona.
...Nueva York tiene una enorme energía. Hay un sentido omnipresente de que una fuente subyacente hace que la ciudad sea un punto caliente, activo en deseo, inteligencia, pathos. Algunos lugares de la Tierra son activos geotérmicamente; las calles de Manhattan desprenden columnas de vapor de una plétora de fumarolas. La fugacidad de este vapor en las calles sugiere la volatilidad del lugar. Metronome actúa como un respiradero de esta energía, un lugar para que el público aprecie su presencia momentánea, su mortalidad, respecto a la cual la ciudad se puede examinar como una infraestructura vital.
Los espectadores se ven confrontados y tranquilizados, confundidos, iluminados e impulsados a cuestionar el momento de su existencia en relación a su entorno natural y construido.

Finalmente, la obra es una oda a la mortalidad y la imposibilidad de conocer el tiempo.

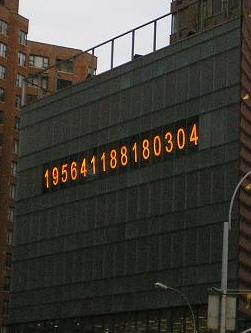
Detalle del Metronome: «The Passage».

## Recepción
Metronome y One Union Square, el edificio en el que se sitúa, no han sido bien recibidos ni por los críticos ni por el público. Kristin Jones, cocreador de la obra, se queja de que es «la obra de arte público menos querida de la ciudad». Entre los detractores de Metronome figuran el crítico de arquitectura del New York Times Herbert Muschamp, quien lo describió como «pretencioso... el error básico de los artistas fue suponer que una gran superficie necesitaba grandes formas... No es más que un espacio en una caja con un agujero». El New York Post situó a One Union Square en el segundo puesto en su lista de «10 Buildings We Love to Hate» («10 edificios que nos encanta odiar»), denominándolo «una grotesca pesadilla moderna». James Gaynor del New York Observer escribió que Metronome era «un fracaso tan grande que nadie puede hacer nada con él... Nueva York tiene ahora su propio Muro de las Lamentaciones, un lugar de peregrinaje cultural donde se puede contemplar la muerte de la estética».
En varias cartas al director, el público ha escrito de Metronome: «Con buenas intenciones, pero en definitiva arte plano, corporativo. Es una instalación confusa basada en un tema artificial, 'la imposibilidad de conocer el tiempo'»; «un enorme desperdicio de tiempo, espacio y dinero que parece una sátira sobre todos los monumentos públicos»; y «un desperdidio colosal de una fachada». Sin embargo, un remitente opinaba que Metronome era un «reloj de arena digital grande y muy elegante; el tiempo se "derrama" de los números de la derecha hacia los de la izquierda... Los otros elementos son de la misma manera reflexiones muy inteligentes y sofisticadas sobre el tiempo, su paso y las maneras en que lo marcamos».